# Cumminsiella texana
Cumminsiella texana är en svampart som först beskrevs av Holw. & Long, och fick sitt nu gällande namn av Joseph Charles Arthur 1933. Cumminsiella texana ingår i släktet Cumminsiella och familjen Pucciniaceae.   Inga underarter finns listade i Catalogue of Life.